# Hervé Villechaize
Hervé Jean-Pierre Villechaize (Parijs, 23 april 1943 – Los Angeles, 4 september 1993), was een Frans acteur. Hij was bekend om zijn zeer beperkte  lengte en grappige stem.

## Biografie
Hij speelde bekende rollen in zijn leven. Hij was Nick Nack in de James Bond-film The Man with the Golden Gun (1974), maar was ook bekend als gastheer Tattoo en assistent van Mr. Roarke (Ricardo Montalbán in televisieserie Fantasy Island (1978-1984). Hij had ook een kunstschildertalent.
Villechaize had een groeistoornis veroorzaakt door een slecht endocrien systeem. Zijn vader was André Villechaize, een chirurg en ondanks diens contacten met vele klinieken was er niets aan zijn ziekte te doen. Op school werd hij altijd gepest en hij stortte zich op het kunstschilderen op het Beaux-Arts college. In 1964 vertrekt hij naar New York en via het schilderen, fotograferen leert hij ook toneelspelen. Hij gaat naar Off-Broadway producties en gaat foto's maken voor het magazine "National Lampoon".
In 1966 maakte hij zijn debuut in de film Chappaqua. Zijn tweede film was Item 72-D: The Adventures of Spa and Fon. Andere filmrollen waren Crazy Joe (1974),  Seizure, Forbidden Zone, Two Moon Junction en The Gang That Couldn't Shoot Straight. Zijn grote doorbraak was in de James Bond-film The Man with the Golden Gun in 1974 met Christopher Lee. Hij was op dat moment bankroet en woonde in een auto en had werk als een rattenvanger. Hij profileerde zich daarna als voorvechter tegen kindermishandeling en was daar zo actief in dat hij vaak slachtoffers bezocht, motiveerde en ze uit het criminele circuit hield.
In de jaren zeventig was hij af en toe "te zien" als Oscar Mopperkont in de Amerikaanse Sesamstraat.
Daarna speelde hij Tattoo in de televisieserie Fantasy Island. Na een paar jaar had hij vaak ruzie met de producers over zijn teksten, beledigde vrouwen en wilde een veel hoger salaris. Tattoo was zo populair geworden dat hij meer zeggenschap wilde. Hij werd ontslagen, zijn vriendin verliet hem, de serie draaide nog een jaar door maar wel met veel lagere kijkcijfers. Het gemis van Tattoo was de doodsteek van Fantasy Island. Daarna speelde hij nog een keer Tattoo in de persiflagefilm Airplane II: The Sequel.
Hij speelde een gastrol in Diff'rent Strokes en Taxi en werd populair in Spanje vanwege zijn imitaties van voormalig premier Felipe González in de tv-show "Viaje con nosotros" ("reizen met ons"), met showman Javier Gurruchaga.
Zijn hele leven had hij medische problemen door zijn slechte endocriene systeem. Hij leed ook aan maagzweren en darmproblemen. In 1992 stierf hij bijna door een longontsteking. Op 4 september 1993 pleegde hij zelfmoord door zichzelf neer te schieten in zijn huis. Villechaize stierf in het ziekenhuis in North Hollywood in de armen van zijn vriendin Kathy Self. In een briefje liet hij weten dat hij zijn medische problemen niet langer kon verdragen.
In 2018 kwam er een televisiefilm uit van Sacha Gervasi met Peter Dinklage over Hervé Villechaize. Al zijn interviews en zijn laatste dagen zijn daarin verwerkt.

## Trivia
- In de Heineken-reclame voor de film Spectre heeft Hervé een rolletje wanneer de waterski-ster een stuk over land glijdt.